# Haykadzor
Haykadzor (in armeno Հայկաձոր?) è un comune di 474 abitanti (2001) della provincia di Shirak in Armenia.